# Amicta heykaertsii
Amicta heykaertsii är en fjärilsart som beskrevs av Milliére 1877/78. Amicta heykaertsii ingår i släktet Amicta och familjen säckspinnare. Inga underarter finns listade i Catalogue of Life.